# Saint-Géron
Saint-Géron – miejscowość i gmina we Francji, w regionie Owernia-Rodan-Alpy, w departamencie Górna Loara.
Według danych na rok 1990 gminę zamieszkiwało 161 osób, a gęstość zaludnienia wynosiła 15 osób/km² (wśród 1310 gmin Owernii Saint-Géron plasuje się na 686. miejscu pod względem liczby ludności, natomiast pod względem powierzchni na miejscu 783.).